# Iquira
Iquira é um município da Colômbia, localizado no departamento de Huila.